# Randol Township
'Randol Township est un township du comté de comté de Cap Girardeau dans le Missouri, aux États-Unis,. En 2000, sa population s'élève à 4 030 habitants. Le township est fondé en 1872 et baptisé en référence à Enos Randal, un pionnier.

## Source de la traduction
- (en) Cet article est partiellement ou en totalité issu de l’article de Wikipédia en anglais intitulé « Randol Township, Cape Girardeau County, Missouri » (voir la liste des auteurs).